# Джак Уилшър
Джак Андрю Гари Уилшър (на английски: Jack Andrew Garry Wilshere) е бивш английски футболист, полузащитник. Най-често е поставян зад централния нападател, но играе успешно и по левия или десния фланг.

## Отличия
Арсенал
- Купа на Англия (ФА Къп)
- Суперкупа на Англия (Къмюнити Шийлд)